# Benny Neyman
Wilhelmus Albertus (Benny) Neyman (* 9. Juni 1951 in Maastricht, Niederlande; † 7. Februar 2008 in Soesterberg, Niederlande) war ein niederländischer Sänger.

## Biografie
Anfang der 1970er-Jahre begann Neyman eine Ausbildung an der Kleinkunstakademie in Amsterdam. In den späten 1970ern hatte er in seinem Heimatland erste Erfolge mit chansonartigen Liedern verschiedener Interpreten wie zum Beispiel Reinhard Mey, Stephan Sulke oder Joe Dassin, deren Texte er stets selbst ins Niederländische übersetzte. 1983 veröffentlichte Benny Neyman sein erstes deutschsprachiges Album „Skizzen“, aber erst 1985 kam der große Durchbruch mit dem Lied „Dann ruf’ ich wieder Deinen Namen“, das zuvor in der niederländischen Version ebenfalls von ihm erschien und sein größter Hit wurde. Neben einigen Singles kamen 1987 und 1994 zwei weitere Alben in deutscher Sprache auf den Markt. Außerdem sang Benny Neyman mit der Frontfrau der Band Pussycat, Toni Willé, einige Duette auf Englisch.
Neyman starb am 7. Februar 2008 im Alter von 56 Jahren an Krebs.

## Diskografie

### Alben
| Jahr | Titel                                            | Höchstplatzierung, Gesamtwochen, AuszeichnungChartsChartplatzierungen (Jahr, Titel, Platzierungen, Wochen, Auszeichnungen, Anmerkungen) | Anmerkungen    |
| Jahr | Titel                                            | NL | Anmerkungen    |
| ---- | ------------------------------------------------ | --- | -------------- |
| 1980 | De beste van...                                  | NL11 Gold · (13 Wo.)NL |                |
| 1981 | Vlinders van de nacht                            | NL6 Gold · (22 Wo.)NL |                |
| 1984 | Het zwarte goud                                  | NL2 (31 Wo.)NL |                |
| 1985 | Het beste van Deel 2                             | NL13 Platin · (11 Wo.)NL |                |
| 1986 | Silhouet                                         | NL14 (8 Wo.)NL |                |
| 1986 | Voor als je ooit weer bij me weggaat             | NL26 (13 Wo.)NL |                |
| 1987 | Genesis                                          | NL29 (9 Wo.)NL |                |
| 1989 | Tussen rood en smaragd                           | NL57 (6 Wo.)NL |                |
| 1990 | 15 jaar                                          | NL16 (13 Wo.)NL |                |
| 1990 | Grenzeloos                                       | NL50 (7 Wo.)NL |                |
| 1992 | Later is te laat                                 | NL16 Gold · (23 Wo.)NL |                |
| 1993 | Dichter bij jou                                  | NL9 Gold · (22 Wo.)NL |                |
| 1994 | 20 jaar - Gouden regen                           | NL25 Gold · (18 Wo.)NL |                |
| 1995 | Live - Hoogtepunten uit 10 jaar theaterconcerten | NL73 (6 Wo.)NL |                |
| 1995 | Scherven van je leven                            | NL29 (13 Wo.)NL |                |
| 1996 | Bloemen op ijs                                   | NL44 (10 Wo.)NL |                |
| 1997 | Je dromen achterna                               | NL39 (6 Wo.)NL |                |
| 1999 | Crème de la Crème (Het mooiste van ’t mooiste)   | NL34 (5 Wo.)NL |                |
| 2001 | American Duets                                   | NL78 (2 Wo.)NL | Neyman & Willé |
| 2004 | Bitter & zoet                                    | NL78 (3 Wo.)NL |                |
| 2004 | Trok nao Blouwdörrep                             | NL83 (3 Wo.)NL |                |
| 2008 | Onverwacht                                       | NL14 (13 Wo.)NL |                |
| 2008 | Hollandse sterren - Het allermooiste van         | NL9 (19 Wo.)NL |                |
| 2008 | Adieu - Oeuvre overzicht 1974-2007               | NL33 (16 Wo.)NL |                |
| 2012 | Onverwacht                                       | NL66 (6 Wo.)NL |                |

### Singles
| Jahr | Titel Album                                                | Höchstplatzierung, Gesamtwochen, AuszeichnungChartsChartplatzierungen (Jahr, Titel, Album, Platzierungen, Wochen, Auszeichnungen, Anmerkungen) | Anmerkungen |
| Jahr | Titel Album                                                | NL | Anmerkungen |
| ---- | ---------------------------------------------------------- | --- | ----------- |
| 1980 | Ik Weet Niet Hoe –                                         | NL5 (10 Wo.)NL |             |
| 1981 | ’k Zal Je Heb Vlinders van de nacht                        | NL23 (6 Wo.)NL |             |
| 1981 | Vrijgezel Vlinders van de nacht                            | NL11 (8 Wo.)NL |             |
| 1985 | Waarom Fluister Ik Je Naam Nog Het zwarte goud             | NL1 (16 Wo.)NL |             |
| 1985 | Zolang Je Bij Me Bent Voor als je ooit weer bij me weggaat | NL23 (6 Wo.)NL |             |
| 1987 | Laat Me Huilen Voor als je ooit weer bij me weggaat        | NL32 (3 Wo.)NL |             |
| 1987 | Ga Niet Weg Van Mij Genesis                                | NL34 (4 Wo.)NL |             |
| 1992 | Liefde Voor Het Leven Later is te laat                     | NL33 (3 Wo.)NL |             |
| 1993 | Of Ik Je Terug Zal Zien? Dichter bij jou                   | NL20 (6 Wo.)NL |             |
| 1995 | Scherven van je leven                                      | NL33 (3 Wo.)NL |             |
| 1997 | Mooi Zijn Alle Vrouwen Je dromen achterna                  | NL30 (4 Wo.)NL |             |